# گروه آتلانتیک رکوردز
گروه آتلانتیک رکوردز (انگلیسی: Atlantic Records Group) شرکت نشر موسیقی آمریکایی است، که در سال ۲۰۰۴ تأسیس شد.